# 水戸空襲

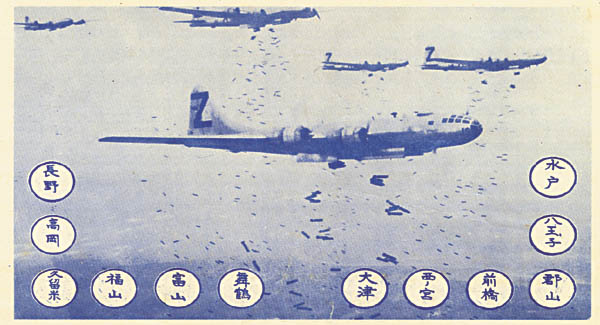
1945年7月31日までに日本全国の都市に投下されたアメリカ軍による空襲予告の伝単。「水戸」の文字が見える。

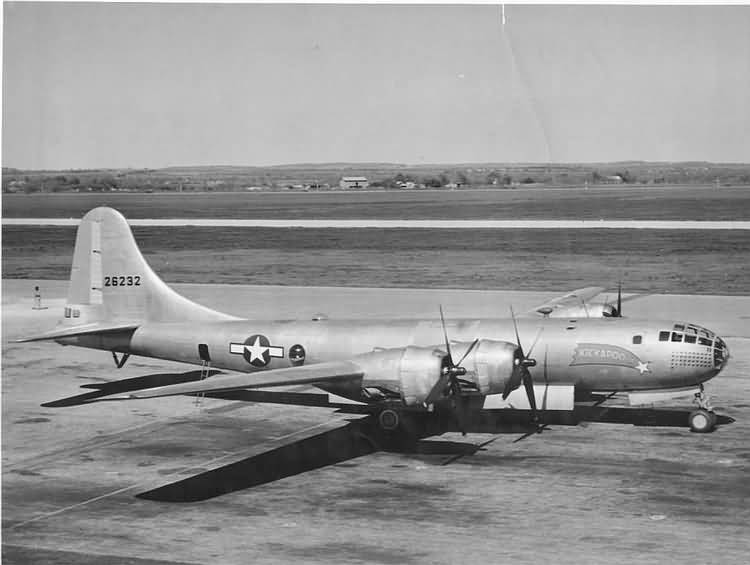
空襲を行ったB29爆撃機

水戸空襲（みとくうしゅう）は、アメリカ軍によって太平洋戦争中の1945年（昭和20年）8月2日に行われた無差別爆撃。

## 概要
日立市にある軍事工場の操業を止めるため、工場労働者の住宅と下請工場を焼失させた。国鉄常磐線（当時）の運行停止には失敗した。
マリアナ諸島の航空基地を飛び立ったB29、160機は房総半島から霞ヶ浦を通過し8月2日深夜には水戸市上空へ侵入、午前0時31分頃から2時16分過ぎまで空襲を続けた。爆撃時の飛行高度は約3,700m-4,600m、投下された爆弾は、およそ1,150tにのぼるという。国宝の水戸東照宮（本殿、石之間、拝殿、表門）や、水戸城御三階櫓などの文化財をはじめ水戸市街のほぼ全域を焼失し、死者は300人を超えた。
当時の水戸の防空体制は無力であり、アメリカ軍の資料によれば、迎撃した日本側の戦闘機は20～25機中攻撃してきたのは1機だけとされる。

## その他
7月31日の午後8時30分頃、水戸上空に飛来したB29から空襲予告ビラが投下された（ページ冒頭の写真参照）。
この日、水戸以外にも富山市（富山大空襲）、八王子市（八王子空襲）、長岡市（長岡空襲）の3都市も無差別爆撃を受けた。
水戸市は、7月17日にも艦砲射撃による攻撃を受け、死者は20人以上。
水戸出身で東京大空襲に巻き込まれたため水戸に疎開してきていた体育学者の永井道明は、水戸空襲でも戦災に遭い、檜沢村（現・常陸大宮市）へ再疎開している。

## 参考資料
- 「戦略爆撃調査団資料」アメリカ公文書館